# 猿田浩得
猿田 浩得（さるた ひろのり、1982年10月28日 - ）は、広島県大竹市出身の元サッカー選手。ポジションはフォワード、ミッドフィールダー。

## 人物
ドリブラー。スピードで勝負するタイプのFW、攻撃的なMF。
タイにおける日本人サッカー選手の価値を上げた選手であり、彼の活躍によりタイ・プレミアリーグにおける日本人選手の需要が高まった。タイではキングと呼ばれていた。。愛媛FCにとっての日本プロサッカーリーグ（Jリーグ）初得点を挙げた選手である。
実兄は2011年現在FC東京普及部コーチの猿田公章。

## 来歴
廿日市FC、フジタSS、山陽高等学校、拓殖大学出身。フジタSS時代の同期に柴村直弥、実兄の公章もフジタSS出身であり、沖野等から指導を受ける。拓殖大時代はエースストライカーとして活躍し、2004年大学4年生の時にはチームを関東大学サッカーリーグ戦2部昇格に導いた。
3年間関東選抜にも選ばれていた。
2005年、日本フットボールリーグ(JFL)の愛媛FCと契約し、同年度でのJ2昇格に貢献。2006年J2第1節対横浜FC戦において、後半から途中出場し後半43分に愛媛FCにとってのJリーグ初ゴールを決め、愛媛にとってのJリーグ初勝利に貢献した。同年末に戦力外となる。
Jリーグ合同トライアウトを経て、2007年からJFLのYKK APに入団。同年度末、YKKはアローズ北陸と統合しカターレ富山が誕生するも、富山には入団しなかった。
2008年から東南アジアのサッカーリーグに転籍、シンガポール・Sリーグのバレスティア・カルサFC、2009年からタイ・プレミアリーグのシーラーチャーFCに移籍。活躍が認められ2010年バンコク・グラスFC（現：BGパトゥム・ユナイテッドFC）に移籍。主力として活躍し、2010年度のタイ・スーパーカップでゴールを量産し優勝に貢献、自身もMVPを受賞した。2011年には日本人選手としては初となる、タイリーグ2011シーズンベスト11に選ばれている。
2013年12月、タイ・プレミアリーグのシンタールアFCに移籍した。
2015年12月18日、チェンライ・ユナイテッドFCに移籍した。
2017年1月、ウドーンターニーFCに移籍した。
2018年2月、現役引退を発表した。
セカンドキャリアに選んだ場所は日本ナショナルトレーニングセンターのJ-GREEN堺。
その後、セレッソ大阪に在籍中

## 個人成績
| 国内大会個人成績 | 国内大会個人成績 | 国内大会個人成績 | 国内大会個人成績 | 国内大会個人成績 | 国内大会個人成績 | 国内大会個人成績 | 国内大会個人成績 | 国内大会個人成績 | 国内大会個人成績 | 国内大会個人成績 | 国内大会個人成績 |
| 年度             | クラブ           | 背番号           | リーグ           | リーグ戦         | リーグ戦         | リーグ杯         | リーグ杯         | オープン杯       | オープン杯       | 期間通算         | 期間通算         |
| 年度             | クラブ           | 背番号           | リーグ           | 出場             | 得点             | 出場             | 得点             | 出場             | 得点             | 出場             | 得点             |
| 日本             | 日本             | 日本             | 日本             | リーグ戦         | リーグ戦         | リーグ杯         | リーグ杯         | 天皇杯           | 天皇杯           | 期間通算         | 期間通算         |
| ---------------- | ---------------- | ---------------- | ---------------- | ---------------- | ---------------- | ---------------- | ---------------- | ---------------- | ---------------- | ---------------- | ---------------- |
| 2005             | 愛媛             | 32               | JFL              | 18               | 2                | -                | -                | 1                | 0                | 19               | 2                |
| 2006             | 愛媛             | 14               | J2               | 10               | 1                | -                | -                | 0                | 0                | 10               | 1                |
| 2007             | YKK AP           | 14               | JFL              | 27               | 4                | -                | -                | -                | -                | 27               | 4                |
| シンガポール     | シンガポール     | シンガポール     | シンガポール     | リーグ戦         | リーグ戦         | リーグ杯         | リーグ杯         | シンガポール杯   | シンガポール杯   | 期間通算         | 期間通算         |
| 2008             | バレスティア     | 20               | Sリーグ          | 15               | 2                | -                | -                | -                | -                | 15               | 2                |
| タイ             | タイ             | タイ             | タイ             | リーグ戦         | リーグ戦         | リーグ杯         | リーグ杯         | FA杯             | FA杯             | 期間通算         | 期間通算         |
| 2009             | シーラーチャー   | 20               | プレミア         | 29               | 5                | -                | -                |                  |                  |                  |                  |
| 2010             | バンコク・グラス | 20               | プレミア         | 18               | 3                | -                | -                | 0                | 0                | 18               | 3                |
| 2011             | バンコク・グラス | 20               | プレミア         | 27               | 13               | -                | -                | 4                | 1                | 31               | 14               |
| 2012             | バンコク・グラス | 20               | プレミア         | 30               | 8                | -                | -                | 10               | 2                | 40               | 10               |
| 2013             | バンコク・グラス | 20               | プレミア         | 16               | 1                |                  |                  |                  |                  |                  |                  |
| 2014             | シンタールア     | 20               | プレミア         | 0                | 0                | -                | -                |                  |                  |                  |                  |
| 通算             | 日本             | 日本             | J2               | 10               | 1                | -                | -                | 0                | 0                | 10               | 1                |
| 通算             | 日本             | 日本             | JFL              | 45               | 6                | -                | -                | 1                | 0                | 46               | 6                |
| 通算             | シンガポール     | シンガポール     | Sリーグ          | 15               | 2                | 0                | 0                | 0                | 0                | 15               | 2                |
| 通算             | タイ             | タイ             | タイ・プレミア   | 120              | 30               | -                | -                | 14               | 3                | 134              | 33               |
| 総通算           | 総通算           | 総通算           | 総通算           | 190              | 39               | -                | -                | 15               | 3                | 205              | 42               |

## 指導歴
- CREER FC コーチ